# آنا-لیسا پولد
آنا-لیسا پولد (استونیایی: Anna-Liisa Põld؛ زادهٔ ۲۴ اوت ۱۹۹۰) شناگر اهل استونی است. وی در بازی‌های المپیک تابستانی ۲۰۰۸ شرکت کرده است.